# Vụ rơi máy bay B-52 tại căn cứ không quân Fairchild (1994)
Vụ rơi máy bay B-52 tại căn cứ không quân Fairchild năm 1994 diễn ra tại Căn cứ không quân Fairchild, bang Washington,Mỹ, vào thứ 6 ngày 24 tháng 6 năm 1994, khi phi công của Không quân Hoa Kỳ (USAF) sử dụng một chiếc Boeing B-52 Stratofortress là Arthur "Bud" Holland, đã bay quá giới hạn tốc độ và mất kiểm soát. Chiếc máy bay mất kiểm soát và đâm xuống đất rồi phát nổ, giết chết Holland và ba thành viên phi hành đoàn. Vụ va chạm được ghi lại trên máy quay và ngay sau đó được sử dụng để đưa tin trên khắp thế giới.

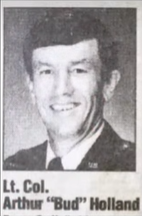
Athur"Bud Holland- cơ trưởng trên chuyến bay

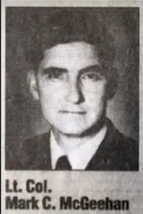
Mark C. McGeehan- phi công phụ trên chuyến bay gặp nạn

Cuộc điều tra sau đó kết luận rằng vụ tai nạn chủ yếu là do ba yếu tố: tính cách và hành vi của Holland, phản ứng chậm trễ hoặc không đầy đủ của các nhà lãnh đạo Không quân Hoa Kỳ đối với các sự cố trước đó liên quan đến Holland và trình tự các sự kiện trong chuyến bay cuối cùng của máy bay. Vụ tai nạn hiện được sử dụng trong môi trường hàng không quân sự và dân sự như một nghiên cứu điển hình để giảng dạy về quản lý nguồn lực phi hành đoàn . Nó cũng thường được Lực lượng vũ trang Hoa Kỳ sử dụng trong quá trình đào tạo an toàn hàng không như một ví dụ về tầm quan trọng của việc tuân thủ các quy định về an toàn và sửa chữa hành vi của bất kỳ ai vi phạm các quy trình an toàn.

## Diễn biến
Vào lúc 07:30 giờ địa phương ( PDT ) ngày 24 tháng 6 năm 1994, một phi hành đoàn máy bay ném bom B-52H của Không quân Hoa Kỳ (USAF) đóng tại Căn cứ Không quân Fairchild đã chuẩn bị thực hành một chuyến bay trình diễn máy bay cho một buổi trình diễn hàng không. Phi hành đoàn bao gồm các phi công Trung tá Arthur "Bud" Holland (46 tuổi), Trung tá Mark McGeehan (38 tuổi), Đại tá Robert Wolff (46 tuổi) và sĩ quan hệ thống vũ khí /hoa tiêu radar Trung tá Ken Huston (41 tuổi). Holland là chỉ huy máy bay được chỉ định cho chuyến bay. McGeehan là phi công phụ và Wolff có mặt với tư cách là người quan sát an toàn. Holland là trưởng phòng Đánh giá và Chuẩn hóa của Phi đoàn Ném bom 92 , McGeehan là chỉ huy Phi đoàn Ném bom 325, Wolff là phó chỉ huy Phi đoàn Ném bom 92 và Huston là sĩ quan điều hành của Phi đoàn Ném bom 325. Holland, với tư cách là người đứng đầu bộ phận tiêu chuẩn hóa và đánh giá, chịu trách nhiệm về kiến thức và thực thi các tiêu chuẩn học thuật và trong chuyến bay cho các hoạt động bay của phi đội ném bom.
Kế hoạch nhiệm vụ cho chuyến bay yêu cầu một loạt các đường bay ở độ cao thấp, vòng nghiêng 60°, leo dốc và hạ cánh chạm đất và cất cánh trên đường băng 23 của Fairchild. Chuyến bay cũng là "chuyến bay kết thúc" của Wolff - một truyền thống phổ biến trong đó một thành viên phi hành đoàn của Không quân Hoa Kỳ nghỉ hưu sẽ được người thân, bạn bè và đồng nghiệp đón ngay sau khi hạ cánh trong chuyến bay cuối cùng của mình tại sân bay và được dội nước. Vì vậy, vợ của Wolff và nhiều người bạn thân của ông đã có mặt tại sân bay để theo dõi chuyến bay và tham gia buổi lễ sau chuyến bay. Vợ của McGeehan và hai người con trai út đã theo dõi chuyến bay từ sân sau nhà của McGeehan, nằm gần đó.
Máy bay B-52, có tên gọi là Czar 52 ,  cất cánh lúc 13:58 và hoàn thành hầu hết các yếu tố của nhiệm vụ mà không có sự cố nào. Khi chuẩn bị thực hiện động tác chạm và cất cánh trên Đường băng 23 vào cuối hồ sơ thực hành, máy bay được hướng dẫn bay vòng lại vì một máy bay KC-135 vừa hạ cánh và đang ở trên đường băng. Duy trì độ cao khoảng 250 feet (75 m) so với mặt đất (AGL), Holland đã liên lạc qua radio với tháp kiểm soát và yêu cầu được phép thực hiện cú rẽ trái 360°, và ngay lập tức được bộ điều khiển tháp chấp thuận.
Sau đó, chiếc B-52 bắt đầu vòng trái 360° quanh tòa tháp bắt đầu từ khoảng điểm giữa đường băng. Nằm ngay phía sau tòa tháp là một khu vực không phận bị hạn chế, được cho là do một cơ sở lưu trữ vũ khí hạt nhân .  Rõ ràng là để tránh bay qua không phận bị hạn chế, Holland đã lái máy bay theo một vòng quay cực kỳ hẹp, nghiêng dốc trong khi vẫn duy trì độ cao AGL thấp là 250 foot (75 m). Khoảng ba phần tư chặng đường quanh vòng quay, lúc 14:16, máy bay nghiêng quá 90°, hạ xuống nhanh chóng, va vào đường dây điện và chạm đất rồi phát nổ, giết chết bốn thành viên phi hành đoàn. McGeehan ngồi trên ghế phóng, nhưng theo báo cáo y tế, anh ta chỉ "phóng ra một phần tại thời điểm va chạm"; báo cáo không nêu rõ anh ta có thoát khỏi máy bay hay không. Huston cũng ngồi trên ghế phóng và báo cáo y tế chỉ ra rằng anh ta đã không khởi động trình tự phóng. Ghế của Wolff không có khả năng phóng. Không có ai trên mặt đất bị thương.

## Điều tra
Không quân Hoa Kỳ đã triệu tập ngay một hội đồng điều tra an toàn dưới sự chỉ đạo của Trưởng phòng An toàn của Không quân Hoa Kỳ, Chuẩn tướng Orin L. Godsey. Hội đồng đã công bố báo cáo điều tra vụ tai nạn vào ngày 10 tháng 8 năm 1994. Đánh giá cuối cùng về cuộc điều tra an toàn đã được công bố vào ngày 31 tháng 1 năm 1995. Một hội đồng điều tra tai nạn, được gọi là "Cuộc điều tra AFR 110-14", đã công bố một báo cáo riêng vào năm 1995. Không giống như cuộc điều tra an toàn của Không quân Hoa Kỳ, chỉ được công bố cho nhân viên Bộ Quốc phòng Hoa Kỳ , báo cáo AFR 110-14 đã được công bố cho công chúng nói chung.  [ xác minh không thành công ]
Cuộc điều tra AFR 110-14 đã xác định một số yếu tố góp phần gây ra vụ tai nạn, bao gồm trình tự tai nạn thực tế, tính cách và hành vi trước đó của Bud Holland, sự giám sát trước đó và việc thiếu hành động khắc phục của các sĩ quan Không quân Hoa Kỳ đối với Holland, kế hoạch và thực hiện nhiệm vụ, và các yếu tố môi trường và con người khác.

### Trình tự va chạm

Minh họa về tình trạng máy bay bị đình trệ khi quay vòng: vòng quay càng hẹp, lực nâng (và do đó là góc tấn công, AoA) cần thiết để chống lại tổng lực ly tâm và trọng lượng càng lớn. Nếu vượt quá AoA quan trọng, máy bay sẽ bị đình trệ, bất kể tốc độ không khí vẫn không đổi.

Cuộc điều tra phát hiện ra rằng khi chiếc B-52 vào trình tự quay vòng cuối cùng quanh tháp, tốc độ không khí được chỉ định (IAS) của nó là 182 hải lý (337 km/h; 209 dặm/giờ). Mặc dù Holland đã tăng công suất động cơ sau khi bắt đầu quay vòng, nhưng hành động của ông đã quá muộn để duy trì tốc độ không khí của máy bay, vì động cơ phản lực cánh quạt của B-52 mất tới tám giây để phản ứng với lệnh điều khiển bướm ga . Mặc dù chỉ báo tốc độ không khí đã có sẵn cho cả bốn thành viên phi hành đoàn, tốc độ không khí của máy bay vẫn được phép tiếp tục giảm. Tám giây trước khi va chạm, IAS của máy bay đã giảm xuống còn 145 hải lý (269 km/h; 167 dặm/giờ) và góc nghiêng của máy bay tăng lên quá 60°. Vào thời điểm này, Holland hoặc McGeehan đã áp dụng cánh lái bên phải hoàn toàn , bánh lái bên phải và thang máy hướng lên mũi , và máy bay đã rơi vào tình trạng đình trệ khi quay (còn gọi là đình trệ tăng tốc ). Hiện tượng này là tình trạng mất lực nâng xảy ra ở tốc độ không khí cao hơn tốc độ mất lực nâng thiết kế – luôn đề cập đến chuyến bay thẳng và ngang bằng – vì máy bay đang quay. Do độ nghiêng 60° trở lên, tốc độ mất lực nâng của máy bay tại thời điểm đó là 147 hải lý (272 km/h; 169 dặm/giờ). Do đó, bay chậm hơn 2 hải lý, máy bay bị mất lực nâng, không có đủ độ cao để phục hồi trước khi đâm xuống đất.

### Hành vi trước đây của Holland
Hội đồng tai nạn tuyên bố rằng tính cách liều lĩnh, nam tính của Holland đã ảnh hưởng đáng kể đến chuỗi tai nạn. Nhân viên của USAF đã làm chứng rằng Holland đã phát triển danh tiếng là một phi công hung hăng, người thường xuyên vi phạm các quy tắc an toàn bay và các quy tắc khác. Việc vi phạm quy tắc bao gồm bay dưới độ cao tối thiểu và vượt quá giới hạn góc nghiêng và tốc độ leo.
Một sự cố trước đó xảy ra vào năm 1991 khi một chiếc B-52 do Holland lái thực hiện một vòng tròn trên một trận bóng chày mà con gái của Holland đang tham gia. Bắt đầu ở độ cao 2.500 feet (760 m) AGL, máy bay của Holland thực hiện vòng tròn ở góc nghiêng 65°. Trong một động tác được một nhân chứng mô tả là "vòng xoáy tử thần", mũi máy bay tiếp tục hạ xuống và góc nghiêng tăng lên 80°. Sau khi mất 1.000 feet (300 m) độ cao, Holland đã lấy lại được quyền kiểm soát máy bay. Holland cũng thường xuyên và bất hợp pháp đỗ xe của mình ở khu vực "cấm đỗ xe" gần tòa nhà trụ sở căn cứ.
Trong một buổi trình diễn hàng không ngày 19 tháng 5 năm 1991 tại Fairchild, Holland là phi công chỉ huy của chuyến bay trình diễn trên không B-52. Trong buổi trình diễn, máy bay của Holland đã vi phạm một số quy định về an toàn, bao gồm vượt quá giới hạn nghiêng và độ cao, bay trực tiếp trên khán giả của buổi trình diễn hàng không và có thể vi phạm các hạn chế về độ cao. Đội ngũ phi công đã quan sát buổi trình diễn, nhưng dường như không có hành động nào.
Vào ngày 12 tháng 7 năm 1991, Holland chỉ huy một chiếc B-52 bay qua trong buổi lễ chuyển giao quyền chỉ huy cho Phi đội ném bom 325 tại Fairchild. Trong cả buổi tập luyện và chuyến bay qua thực tế, máy bay của Holland bay ở độ cao dưới 100 feet (30 m) - thấp hơn nhiều so với độ cao tối thiểu đã thiết lập - bay vòng nghiêng gấp hơn 45°, vượt quá giới hạn góc cao và thực hiện một cú bay qua . Cú bay qua không bị cấm cụ thể nhưng không được khuyến khích, vì nó có thể làm hỏng máy bay. Sau khi chứng kiến chuyến bay qua, chỉ huy phi đội là Đại tá Arne Weinman và phó chỉ huy phụ trách hoạt động (DO) của ông, Đại tá Arnold Julich, đã khiển trách Holland bằng lời nói, nhưng không có hành động chính thức nào.
Trong buổi trình diễn hàng không Fairchild ngày 17 tháng 5 năm 1992, Holland một lần nữa là phi công chỉ huy chuyến bay trình diễn trên không của B-52. Trong buổi trình diễn, máy bay của Holland một lần nữa vi phạm một số quy định về an toàn, bao gồm một số lần quay vòng ở độ cao thấp, dốc hơn 45° so với độ nghiêng và một lần leo lên góc cao, ước tính hơn 60° so với mũi máy bay mà Holland đã kết thúc bằng một động tác lật cánh. Chỉ huy phi đội mới dường như đã không có hành động nào.  Một tuần sau, Đại tá Capotosti trở thành DO mới. Vào một thời điểm nào đó sau khi đảm nhận vị trí này, Capotosti, theo sáng kiến của riêng mình, đã cảnh báo Holland rằng nếu anh ta vi phạm bất kỳ quy định an toàn nào nữa, Capotosti sẽ hạ cánh anh ta (loại anh ta khỏi tư cách bay). Capotosti đã không ghi lại cảnh báo của mình với Holland hoặc thực hiện bất kỳ hành động chính thức nào khác.
Vào ngày 14 và 15 tháng 4 năm 1993, Holland là chỉ huy phi vụ của một nhiệm vụ huấn luyện gồm hai tàu đến một bãi ném bom gần Guam ở Thái Bình Dương. Trong suốt nhiệm vụ, Holland đã lái máy bay của mình gần chiếc B-52 kia hơn mức quy định. Holland cũng yêu cầu hoa tiêu của mình quay video cảnh bom rơi từ máy bay từ bên trong khoang bom , điều này là vi phạm quy định. Sau đó, hoa tiêu của Holland đã đưa đoạn video này cho ba sĩ quan của Fairchild USAF. Người đầu tiên, Trung tá Bullock, chỉ huy Phi đội ném bom 325 hiện tại , đã không làm gì về việc này và có thể đã cố gắng sử dụng băng video làm đòn bẩy để ép hoa tiêu chấp nhận vị trí là người lập lịch nhiệm vụ cho phi đội. Người thứ hai, phó chỉ huy nhóm tác chiến, Trung tá Harper, đã yêu cầu thành viên phi hành đoàn che giấu bằng chứng. Người thứ ba, DO, được cho là đã trả lời các báo cáo về đoạn video bằng cách tuyên bố, "Được rồi, tôi không muốn biết bất cứ điều gì về đoạn video đó—tôi không quan tâm".
Tại triển lãm hàng không Fairchild ngày 8 tháng 8 năm 1993, Holland một lần nữa chỉ huy chuyến bay trình diễn B-52. Hồ sơ trình diễn một lần nữa bao gồm các góc nghiêng lớn hơn 45°, các đường bay ở độ cao thấp và một động tác leo cao khác, lần này vượt quá 80° so với mũi máy bay. Đường bay lên cao quá dốc đến nỗi nhiên liệu chảy ra khỏi các lỗ thông hơi từ các thùng nhiên liệu trên cánh máy bay. Chỉ huy phi đội mới, Chuẩn tướng James M. Richards, và DO mới, Đại tá William E. Pellerin, đều chứng kiến cuộc trình diễn, nhưng không ai có hành động gì.
Vào ngày 10 tháng 3 năm 1994, Holland chỉ huy một nhiệm vụ huấn luyện một máy bay đến Trường ném bom Yakima , để cung cấp cho một nhiếp ảnh gia được ủy quyền cơ hội ghi lại hình ảnh máy bay khi nó thả đạn dược huấn luyện. Độ cao tối thiểu của máy bay được phép ở khu vực đó là 500 feet (150 m) AGL. Trong nhiệm vụ, máy bay của Holland đã được quay phim khi bay qua một đường gờ cao khoảng 30 feet (10 m) so với mặt đất. Lo sợ cho sự an toàn của mình, đoàn chụp ảnh đã ngừng quay phim và tìm nơi ẩn nấp khi máy bay của Holland một lần nữa bay thấp trên mặt đất, lần này ước tính chỉ cách đường gờ cao ba feet (1 m). Cơ phó trên máy bay của Holland làm chứng rằng anh ta đã nắm lấy cần điều khiển để ngăn Holland lái máy bay vào gờ trong khi hai thành viên phi hành đoàn khác của máy bay liên tục hét vào mặt Holland: "Leo lên! Leo lên!" Holland đáp lại bằng cách cười và gọi một trong những thành viên phi hành đoàn là "đồ yếu đuối".
Sau nhiệm vụ đó, phi hành đoàn quyết định rằng họ sẽ không bao giờ bay với Holland nữa và báo cáo sự cố với ban lãnh đạo phi đội ném bom. Chỉ huy phi đội, Trung tá Mark McGeehan, đã báo cáo sự cố với Pellerin và đề nghị loại Holland khỏi nhiệm vụ bay. Pellerin đã tham khảo ý kiến của Holland và khiển trách bằng miệng và cảnh cáo anh ta không được lặp lại hành vi đó, nhưng từ chối cho anh ta nghỉ nhiệm vụ bay. Pellerin cũng không ghi lại sự cố hoặc lời khiển trách hoặc thông báo cho cấp trên của mình, những người vẫn không biết về sự cố. Sau đó, McGeehan quyết định rằng để bảo vệ phi hành đoàn của mình, anh ta (McGeehan) sẽ là cơ phó trong bất kỳ nhiệm vụ nào trong tương lai mà Holland là phi công chỉ huy. Bằng chứng cho thấy rằng, sau sự cố này, đã có sự thù địch đáng kể giữa Holland và McGeehan.
Để chuẩn bị cho buổi trình diễn hàng không Fairchild năm 1994, Holland một lần nữa được chọn làm phi công chỉ huy cho chuyến bay trình diễn B-52. Vào ngày 15 tháng 6 năm 1994, Holland đã tóm tắt cho chỉ huy phi đoàn mới, Đại tá William Brooks, về kế hoạch bay được đề xuất. Hồ sơ trình diễn—theo tóm tắt của Holland—bao gồm nhiều vi phạm quy định, bao gồm góc nghiêng lớn, bay qua độ cao thấp và độ cao đột ngột. Brooks đã ra lệnh cho Holland không được vượt quá góc nghiêng 45° hoặc độ cao 25° trong quá trình trình diễn. Trong buổi thực hành đầu tiên, vào ngày 17 tháng 6, Holland đã nhiều lần vi phạm các lệnh này. Brooks đã chứng kiến điều này, nhưng không có hành động nào. Pellerin đã bay cùng Holland trong chuyến bay đó và báo cáo với Brooks rằng, "hồ sơ có vẻ tốt với ông ấy; trông rất an toàn, nằm trong các thông số." Chuyến bay thực hành tiếp theo vào ngày 24 tháng 6 đã kết thúc bằng vụ tai nạn.

### Các yếu tố khác
Hồ sơ trình diễn do Holland thiết kế bao gồm một vòng quay 360° quanh tháp kiểm soát không lưu của Fairchild. Holland chưa từng thử thao tác này trong các cuộc trình diễn hàng không trước đó. Trong chuyến bay cuối cùng, Holland đã thực hiện một loạt các vòng quay nghiêng 60° và một cú leo dốc 68° vi phạm lệnh của Brooks. Không có bằng chứng nào cho thấy McGeehan hoặc Wolff đã cố gắng can thiệp khi Holland thực hiện các thao tác này.
Pellerin ban đầu được lên lịch bay trong nhiệm vụ này, như ông đã làm trong chuyến bay ngày 17 tháng 6. Pellerin không có mặt trong chuyến bay ngày 24 tháng 6 và Wolff được chọn làm thành viên phi hành đoàn thay thế. Do thông báo ngắn về nhiệm vụ của mình trong nhiệm vụ, Wolff đã không tham gia vào cuộc họp báo trước chuyến bay và lên máy bay sau khi động cơ đã khởi động. Do đó, Wolff không biết về hồ sơ nhiệm vụ đã lên kế hoạch và không có cơ hội nêu bất kỳ phản đối nào trước khi cất cánh.
Tất cả phi hành đoàn liên quan đến vụ tai nạn chỉ có thời gian bay hạn chế trong những tháng trước vụ tai nạn. Phi hành đoàn của B-52 dường như không biết rằng máy bay đã bị đình trệ cho đến ngay trước khi va chạm, được chỉ ra bởi việc không áp dụng các kỹ thuật phục hồi tiêu chuẩn cho máy bay sau khi nó bị đình trệ. Cuộc điều tra báo cáo rằng, ngay cả khi các kỹ thuật phục hồi đình trệ thích hợp đã được áp dụng, máy bay có khả năng bay quá thấp để phục hồi trước khi chạm đất.
Bốn ngày trước vụ tai nạn, vào ngày 20 tháng 6, Dean Mellberg , một cựu quân nhân Không quân Hoa Kỳ bị rối loạn cảm xúc, đã vào bệnh viện Fairchild và bắn chết năm người và làm bị thương nhiều người khác trước khi bị một cảnh sát an ninh giết chết .  Tội ác đã gây mất tập trung lớn cho nhân viên đồn trú tại Fairchild trong một thời gian sau đó.

### Kết luận
Cuộc điều tra tai nạn kết luận rằng vụ tai nạn chủ yếu là do tính cách và hành vi của Holland, phản ứng không thỏa đáng của các nhà lãnh đạo Không quân Hoa Kỳ đối với các sự cố trước đó liên quan đến Holland, và trình tự các sự kiện và phản ứng của phi hành đoàn trong chuyến bay cuối cùng của máy bay. Việc Holland coi thường các quy trình quản lý hoạt động an toàn của máy bay B-52 mà ông chỉ huy và việc không có hành động khắc phục kiên quyết và nhất quán từ các sĩ quan cấp trên đã khiến Holland tin rằng ông có thể thực hiện chuyến bay của mình theo cách không an toàn, lên đến đỉnh điểm là cú quay chậm, nghiêng dốc, 360° quanh tháp kiểm soát.
Các yếu tố môi trường khác liên quan, bao gồm việc bổ sung một thao tác mới (quay 360° quanh tháp), sự tham gia không đầy đủ trước chuyến bay của Đại tá Wolff và sự mất tập trung từ vụ nổ súng bốn ngày trước, kết hợp với hành vi lái máy bay không an toàn và liều lĩnh của Holland đã tạo ra các điều kiện thuận lợi cho vụ tai nạn xảy ra. Yếu tố cuối cùng, theo báo cáo điều tra của Không quân Hoa Kỳ, là gió 10 hải lý/giờ (19 km/giờ) và tác động của nó đến các thao tác cần thiết để đạt được đường bay dự định liên quan đến mặt đất

## Hậu quả

Sau vụ va chạm, xác B52 bị tan xác

Vào ngày 19 tháng 5 năm 1995, Pellerin đã nhận tội tại phiên tòa xét xử quân sự của Không quân Hoa Kỳ về hai tội danh thiếu trách nhiệm đối với hành động của mình, hoặc thiếu trách nhiệm, góp phần gây ra vụ tai nạn. Ông đã bị kết án mất 1.500 đô la tiền lương một tháng trong năm tháng và nhận được một lời khiển trách bằng văn bản. Không quân Hoa Kỳ không tiết lộ liệu bất kỳ sĩ quan nào khác có liên quan đến chuỗi sự kiện dẫn đến vụ tai nạn có nhận được bất kỳ loại hành động hành chính hoặc kỷ luật nào hay không. Những người chỉ trích hồ sơ an toàn của Không quân Hoa Kỳ tuyên bố rằng vụ tai nạn này là một ví dụ về một mô hình các vấn đề liên quan đến việc thực thi các quy trình an toàn trong Không quân Hoa Kỳ.
Mặc dù cuộc điều tra tai nạn phát hiện ra rằng các quy trình và chính sách được cho là đã có để ngăn chặn một vụ tai nạn như vậy xảy ra lần nữa, nhưng thực tế là vụ tai nạn này đã xảy ra cho thấy rằng trong ít nhất một trường hợp, các chính sách an toàn hiện có và việc thực thi chúng đã không đầy đủ nghiêm trọng. Để nhấn mạnh lại tầm quan trọng của việc tuân thủ các chính sách an toàn hiện có và sửa chữa hành động của bất kỳ ai vi phạm chúng bất cứ lúc nào, Không quân Hoa Kỳ đã nhanh chóng phân phối các phát hiện của cuộc điều tra tai nạn trong toàn bộ lực lượng. Các biện pháp này đã không ngăn chặn được - mười sáu năm sau - sự cố xảy ra trong hoàn cảnh gần như giống hệt nhau của một vụ tai nạn khác, khi một máy bay vận tải C-17 bị rơi ngay sau khi cất cánh từ Căn cứ Không quân Elmendorf, Alaska, trong một chuyến bay thực hành trình diễn trên không.
Ngày nay, vụ tai nạn Fairchild được sử dụng trong cả môi trường hàng không quân sự và dân sự, như một công cụ hỗ trợ đào tạo trong việc giảng dạy quản lý nguồn lực phi hành đoàn và để thể hiện tầm quan trọng của việc thực thi các quy định về an toàn.
Cảnh quay về vụ tai nạn Fairchild đã được sử dụng trong quá trình thực hiện bộ phim Project Almanac năm 2015 , mô tả một vụ tai nạn hàng không, gây ra sự phẫn nộ của công chúng trong số những người thân của Wolff và McGeehan. Sau tuyên bố ban đầu của Paramount Pictures rằng video đang được đề cập là về vụ tai nạn ở Tokyo năm 2009 , nhà sản xuất Michael Bay đã đưa ra lời xin lỗi tới các gia đình, và cảnh quay đã bị xóa khỏi bản phát hành tại rạp của bộ phim và các đoạn giới thiệu liên quan theo yêu cầu của Bay